# 马桑溲疏
马桑溲疏（学名：Deutzia aspera）为虎耳草科溲疏属下的一个种。

## 扩展阅读
- 維基物種上的相關：马桑溲疏